# MasterChef (televisieformat)
MasterChef is het televisieformat van een talentenjacht voor amateurkoks. Het oorspronkelijke format werd in 1990 voor het eerst door de BBC uitgezonden in het Verenigd Koninkrijk, maar het programma zoals dat nu in veel verschillende landen wordt uitgezonden is het in 2005 vernieuwde format.
De internationale populariteit is vooral te danken aan de eerste internationale adaptatie,  MasterChef Australië, die startte in 2009, nog steeds loopt, en in vele andere landen wordt uitgezonden. Naast de Britse en Australische versies bestaan of hebben MasterChef programma’s bestaan in tientallen andere landen en gebieden op alle continenten, waaronder Nederland en België. Het format wordt internationaal verkocht door de productiemaatschappij Endemol Shine Group.
In de loop der jaren zijn er in veel van de landen waar MasterChef loopt ook varianten gemaakt op het originele format waarin de deelnemers amateurkoks zijn, bijvoorbeeld met kinderen (Junior MasterChef), professionele chef-koks (MasterChef: The Professionals), beroemdheden (Celebrity MasterChef), en eerdere deelnemers (MasterChef All-Stars).